# Fuentepinilla
Fuentepinilla ist ein Ort und eine kleine nordspanische Gemeinde (municipio) mit nur 78 Einwohnern (Stand: 2024) in der Provinz Soria in der Autonomen Gemeinschaft Kastilien-León. Zur Gemeinde gehören neben dem Hauptort Fuentepinilla auch die Weiler Osona und Valderrueda.

## Lage
Der Ort Fuentepinilla liegt knapp 33 km (Fahrtstrecke) südwestlich der Provinzhauptstadt Soria in einer Höhe von ca. 940 m. Das Klima im Winter ist kühl, im Sommer dagegen durchaus warm; die eher geringen Niederschläge (ca. 515 mm/Jahr) fallen – mit Ausnahme der eher regenarmen Sommermonate – verteilt übers ganze Jahr.

## Bevölkerungsentwicklung
| Jahr      | 1970 | 1981 | 1991 | 2001 | 2011 | 2021 |
| Einwohner | 331  | 240  | 185  | 149  | 103  | 82   |

Der deutliche Bevölkerungsrückgang im 20. Jahrhundert ist im Wesentlichen auf die Mechanisierung der Landwirtschaft und den damit einhergehenden Verlust an Arbeitsplätzen zurückzuführen.

## Sehenswürdigkeiten
- Johannes-der-Täufer-Kirche in Fuentepinilla
- Antoniuskirche in Osona
- Kirche Mariä Himmelfahrt in Valderrueda
- Herrenhaus der Grafen von Aguilar

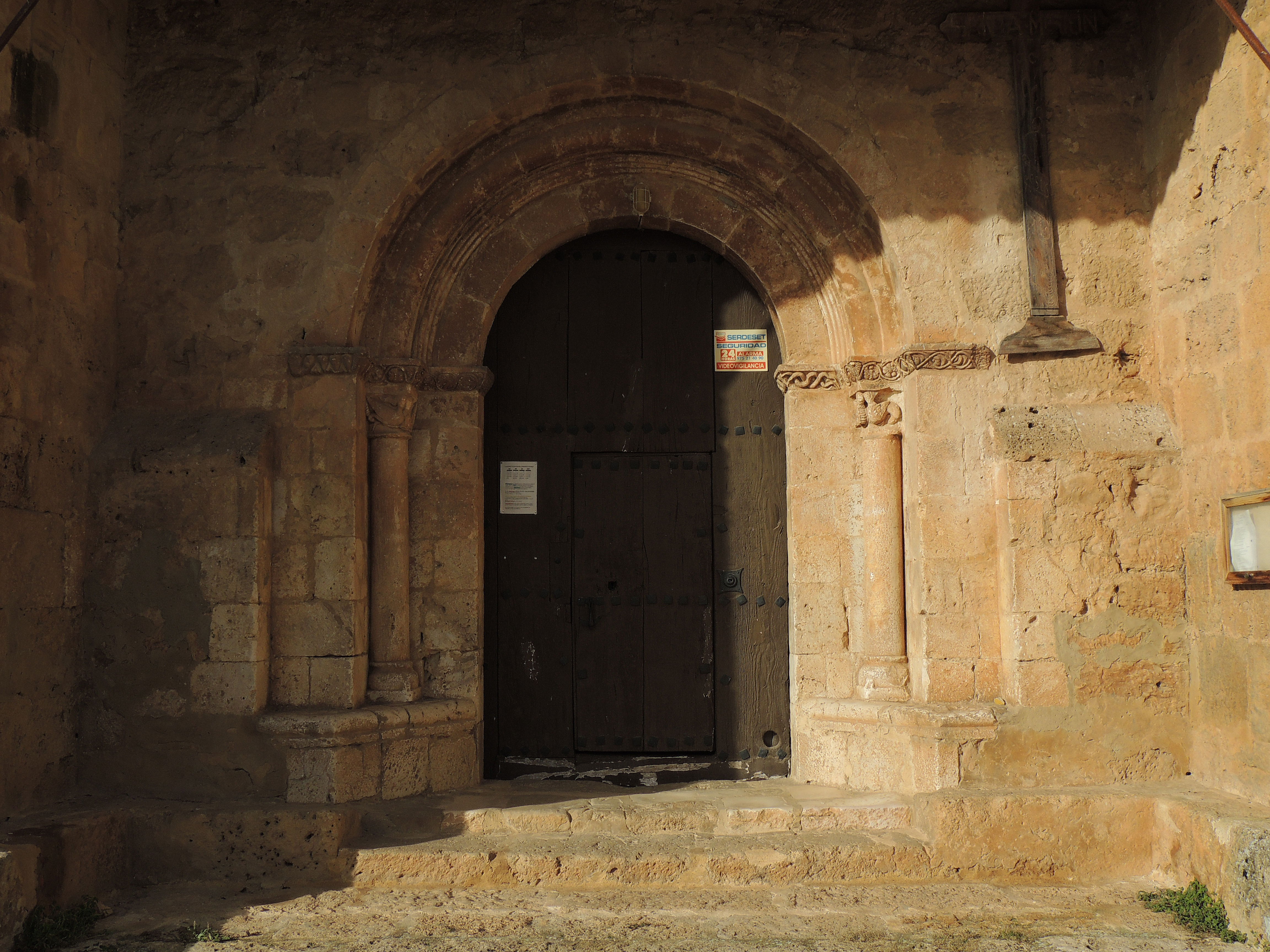
Portal der Johannes-der-Täufer-Kirche
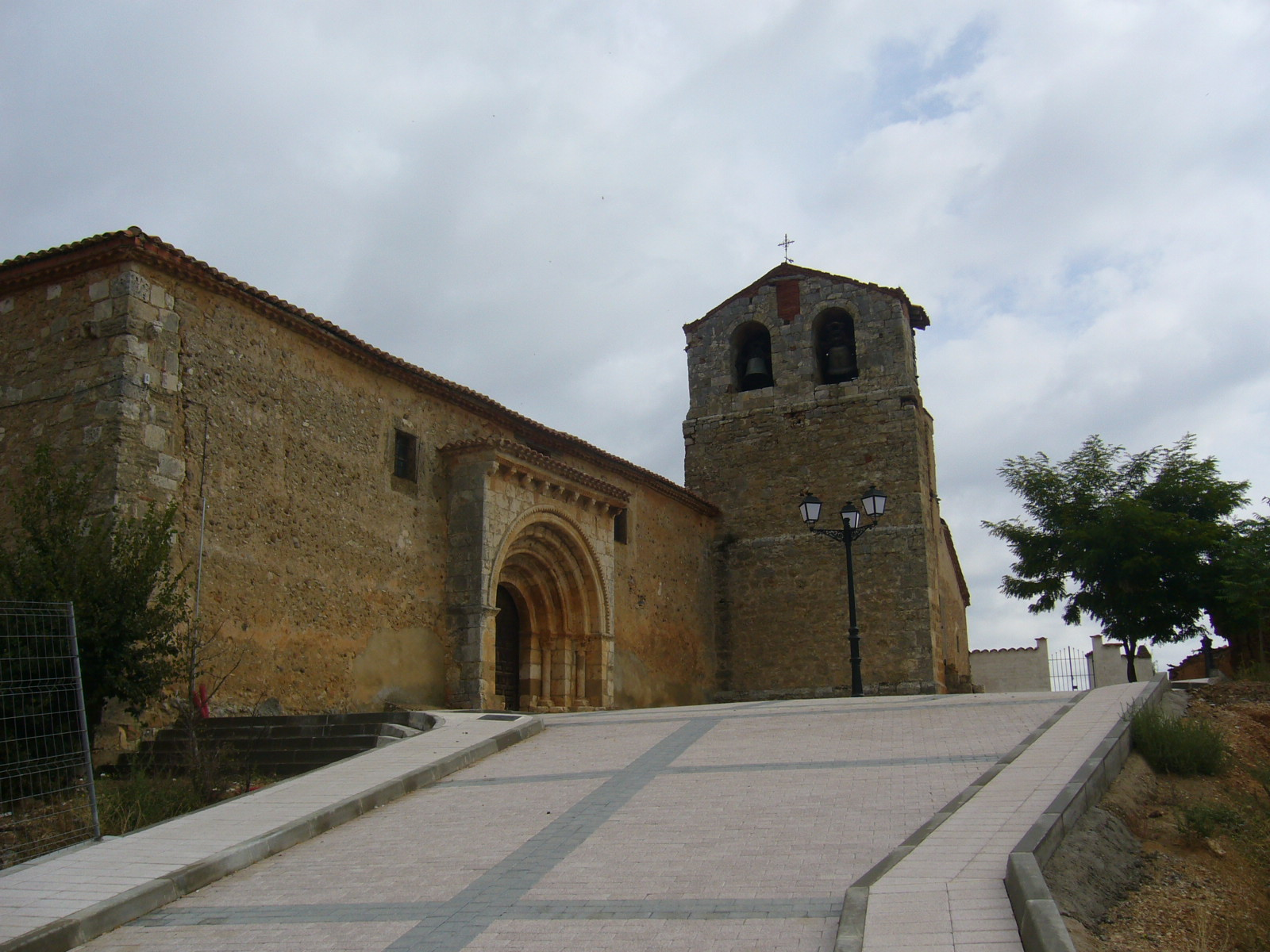
Antoniuskirche
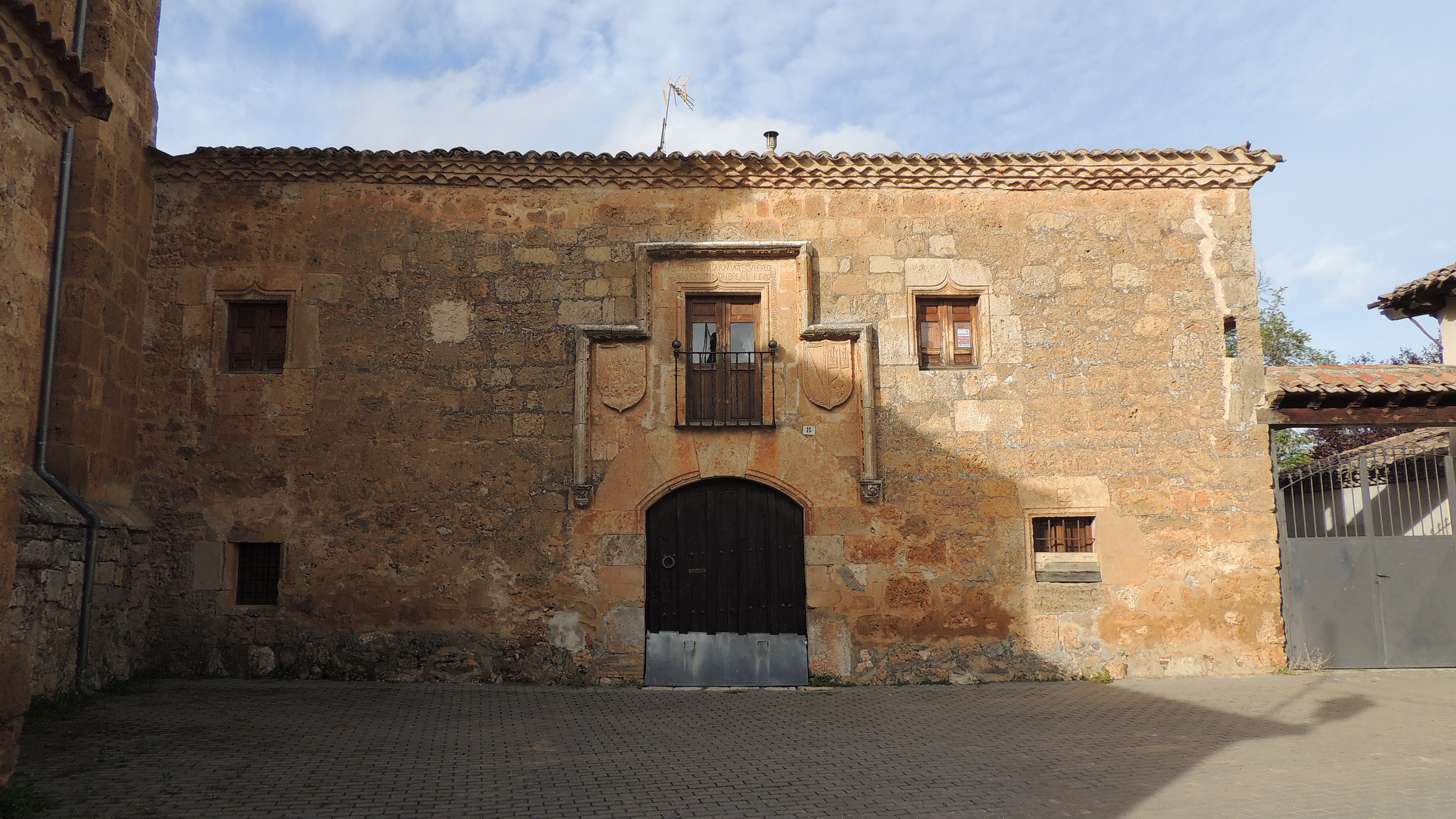
Herrenhaus